# Callosciurini
Wiewiórczaki (Callosciurinae) – plemię ssaków z podrodziny wiewiórczaków (Callosciurinae) w obrębie rodziny wiewiórkowatych (Sciuridae).

## Zasięg występowania
Plemię obejmuje gatunki występujące w Azji.

## Systematyka
Do plemienia należą następujące rodzaje:
- Exilisciurus Moore, 1958 – wiewiórniczek
- Tamiops J.A. Allen, 1906 – smugowiec
- Dremomys Heude, 1898 – wiewiórnik
- Rubrisciurus Ellerman, 1954 – krasnowiewióra – jedynym przedstawicielem jest Rubrisciurus rubriventer (S. Müller & Schlegel, 1844) – krasnowiewióra wielka
- Prosciurillus Ellerman, 1947 – karłówka
- Hyosciurus Archbold & Tate, 1935 – sulawesówka
- Nannosciurus Trouessart, 1880 – mikrowiórka – jedynym przedstawicielem jest Nannosciurus melanotis (S. Müller, 1840) – mikrowiórka czarnoucha
- Sundasciurus Moore, 1958 – sundajka
- Menetes O. Thomas, 1908 – indochinka – jedynym przedstawicielem jest Menetes berdmorei (Blyth, 1849) – indochinka paskowana
- Rhinosciurus Blyth, 1856 – ryjkowiórka – jedynym przedstawicielem jest Rhinosciurus laticaudatus (S. Müller, 1840) – ryjkowiórka szerokoogonowa
- Lariscus O. Thomas & Wroughton, 1909 – ziemiowiórka
- Glyphotes O. Thomas, 1898 – górowiórka – jedynym przedstawicielem jest Glyphotes simus O. Thomas, 1898 – górowiórka czarnobrzucha
- Callosciurus J.E. Gray, 1867 – wiewiórczak